# Estados Unidos en los Juegos Olímpicos de Amberes 1920
Estados Unidos estuvo representado en los Juegos Olímpicos de Amberes 1920 por un total de 288 deportistas, 274 hombres y 14 mujeres, que compitieron en 18 deportes.
El portador de la bandera en la ceremonia de apertura fue el atleta Pat McDonal.

## Medallistas
El equipo olímpico estadounidense  obtuvo las siguientes medallas:
| Nombre | Deporte            | Competición                                       |
| --- | ------------------ | ------------------------------------------------- |
| Oro |                    |                                                   |
| Charles Paddock | Atletismo          | 100 m M                                           |
| Allen Woodring | Atletismo          | 200 m M                                           |
| Frank Loomis | Atletismo          | 400 m vallas M                                    |
| Richmond Landon | Atletismo          | Salto de altura M                                 |
| Frank Foss | Atletismo          | Salto con pértiga M                               |
| Patrick Ryan | Atletismo          | Martillo M                                        |
| Pat McDonald | Atletismo          | Peso M                                            |
| Charles Paddock Jackson Scholz Loren Murchison Morris Kirksey                                                                     | Atletismo          | 4 × 100 m M                                       |
| Hal Brown Arlie Schardt Ivan Dresser                                                                                              | Atletismo          | 3000 m por eqs. M                                 |
| Frankie Genaro | Boxeo              | 50,8 kg M                                         |
| Samuel Mosberg | Boxeo              | 61,2 kg M                                         |
| Eddie Eagan | Boxeo              | 79,4 kg M                                         |
| Charles Ackerly | Lucha libre        | 60 kg M                                           |
| Ethelda Bleibtrey | Natación           | 100 m libre F                                     |
| Ethelda Bleibtrey | Natación           | 300 m libre F                                     |
| Ethelda Bleibtrey Irene Guest Frances Schroth Margaret Woodbridge                                                                 | Natación           | 4 × 100 m libre F                                 |
| Duke Kahanamoku | Natación           | 100 m libre M                                     |
| Norman Ross | Natación           | 400 m libre M                                     |
| Norman Ross | Natación           | 1500 m libre M                                    |
| Warren Kealoha | Natación           | 100 m espalda M                                   |
| Duke Kahanamoku Pua Kealoha Perry McGillivray Norman Ross                                                                         | Natación           | 4 × 200 m libre M                                 |
| John Brendan Kelly | Remo               | Scull ind. (M1x) M                                |
| Paul Costello John Brendan Kelly                                                                                                  | Remo               | Doble scull (M2x) M                               |
| Virgil Jacomini Edwin Graves William Jordan Edward Moore Alden Sanborn Donald Johnston Vincent Gallagher Clyde King Sherman Clark | Remo               | Ocho con timonel (M8+) M                          |
| Equipo | Rugby              | Torneo M                                          |
| Aileen Riggin | Saltos             | Trampolín 3 m F                                   |
| Louis Kuehn | Saltos             | Trampolín 3 m M                                   |
| Clarence Pinkston | Saltos             | Plataforma 10 m M                                 |
| Karl Frederick | Tiro               | Pistola 50 m M                                    |
| Lawrence Nuesslein | Tiro               | Rifle de pequeño calibre 50 m ind. M              |
| Morris Fisher | Tiro               | Rifle en tres posiciones 300 m M                  |
| Carl Osborn | Tiro               | Rifle militar en posición de pie 300 m M          |
| Mark Arie | Tiro               | Foso M                                            |
| Karl Frederick Louis Harant Michael Kelly Alfred Lane James Snook                                                                 | Tiro               | Pistola militar por eqs. 30 m M                   |
| Raymond Bracken Karl Frederick Michael Kelly Alfred Lane James H. Snook                                                           | Tiro               | Pistola por eqs. 50 m M                           |
| Dennis Fenton Willis Augustus Lee Lawrence Nuesslein Arthur Rothrock Oliver Schriver                                              | Tiro               | Rifle de pequeño calibre por eqs. 50 m M          |
| Dennis Fenton Morris Fisher Willis Augustus Lee Carl Osburn Lloyd Spooner                                                         | Tiro               | Rifle en tres posiciones por eqs. 300 m M         |
| Morris Fisher Joseph Jackson Willis Augustus Lee Carl Osburn Lloyd Spooner                                                        | Tiro               | Rifle en posición tendida 300 m por eqs. M        |
| Dennis Fenton Joseph Jackson Willis Augustus Lee Oliver Schriver Lloyd Spooner                                                    | Tiro               | Rifle militar por eqs. 600 m M                    |
| Joseph Jackson Willis Augustus Lee Carl Osburn Oliver Schriver Lloyd Spooner                                                      | Tiro               | Rifle militar por eqs. (300 m + 600 m) M          |
| Mark Arie Horace Bonser Jay Clark Forest McNeir Frank Troeh Frank Wright                                                          | Tiro               | Tiro al pichón por eqs. M                         |
| Plata |                    |                                                   |
| Morris Kirksey | Atletismo          | 100 m M                                           |
| Charles Paddock | Atletismo          | 200 m M                                           |
| Earl Eby | Atletismo          | 800 m M                                           |
| Harold Barron | Atletismo          | 110 m vallas M                                    |
| John Norton | Atletismo          | 400 m vallas M                                    |
| Patrick Flynn | Atletismo          | 3000 m obstáculos M                               |
| Joseph Pearman | Atletismo          | 10 km marcha M                                    |
| Carl Johnson | Atletismo          | Salto de longitud M                               |
| Harold Muller | Atletismo          | Salto de altura M                                 |
| Patrick Ryan | Atletismo          | Peso M                                            |
| Everett Bradley | Atletismo          | Pentatlón M                                       |
| Brutus Hamilton | Atletismo          | Decatlón M                                        |
| Equipo | Hockey sobre hielo | Torneo M                                          |
| Samuel Gerson | Lucha libre        | 60 kg M                                           |
| Nathaniel Pendleton | Lucha libre        | +82,5 kg M                                        |
| Irene Guest | Natación           | 100 m libre F                                     |
| Margaret Woodbridge | Natación           | 300 m libre F                                     |
| Pua Kealoha | Natación           | 100 m libre M                                     |
| Ludy Langer | Natación           | 400 m libre M                                     |
| Ray Kegeris | Natación           | 100 m espalda M                                   |
| Kenneth Myers Carl Klose Franz Federschmidt Erich Federschmidt Sherman Clark                                                      | Remo               | Cuatro con timonel (M4+) M                        |
| Helen Wainwright | Saltos             | Trampolín 3 m F                                   |
| Clarence Pinkston | Saltos             | Trampolín 3 m M                                   |
| Raymond Bracken | Tiro               | Pistola militar 30 m M                            |
| Arthur Rothrock | Tiro               | Rifle de pequeño calibre 50 m ind. M              |
| Frank Troeh | Tiro               | Foso M                                            |
| Thomas Brown Willis Augustus Lee Lawrence Nuesslein Carl Osburn Lloyd Spooner                                                     | Tiro               | Rifle militar en posición de pie por eqs. 300 m M |
| Bronce |                    |                                                   |
| Lawrence Shields | Atletismo          | 1500 m M                                          |
| Feg Murray | Atletismo          | 110 m vallas M                                    |
| August Desch | Atletismo          | 400 m vallas M                                    |
| Richard Remer | Atletismo          | 3 km marcha M                                     |
| Edwin Myers | Atletismo          | Salto con pértiga M                               |
| Harry Liversedge | Atletismo          | Peso M                                            |
| Gus Pope | Atletismo          | Disco M                                           |
| Basil Bennett | Atletismo          | Martillo M                                        |
| Frederick Colberg | Boxeo              | 66,7 kg M                                         |
| Francis Honeycutt Arthur Lyon Robert Sears Henry Breckinridge Harold Rayner                                                       | Esgrima            | Florete por eqs. M                                |
| Charles Johnson | Lucha libre        | 75 kg M                                           |
| Walter Maurer | Lucha libre        | 82,5 kg M                                         |
| Frederick Meyer | Lucha libre        | +82,5 kg M                                        |
| Frances Schroth | Natación           | 100 m libre F                                     |
| Frances Schroth | Natación           | 300 m libre F                                     |
| Bill Harris | Natación           | 100 m libre M                                     |
| Theresa Weld | Patinaje artístico | Individual F                                      |
| Arthur Harris Terry Allen John Montgomery Nelson Margetts                                                                         | Polo               | Torneo M                                          |
| Thelma Payne | Saltos             | Trampolín 3 m F                                   |
| Louis Balbach | Saltos             | Trampolín 3 m M                                   |
| Hal Haig Prieste | Saltos             | Plataforma 10 m M                                 |
| Alfred Lane | Tiro               | Pistola 50 m M                                    |
| Dennis Fenton | Tiro               | Rifle de pequeño calibre 50 m ind. M              |
| Lawrence Nuesslein | Tiro               | Rifle militar en posición de pie 300 m M          |
| Lloyd Spooner | Tiro               | Rifle militar 600 m M                             |
| Frank Wright | Tiro               | Foso M                                            |
| Thomas Brown Willis Augustus Lee Lawrence Nuesslein Carl Osburn Lloyd Spooner                                                     | Tiro               | Ciervo móvil por eqs. 100 m (tiro doble) M        |